# Earl of Arundel

Familienwappen der d’Aubigny, Earls of Arundel (seither auch Bestandteil des Wappens der Earls of Arundel aus den Häusern FitzAlan und Howard)

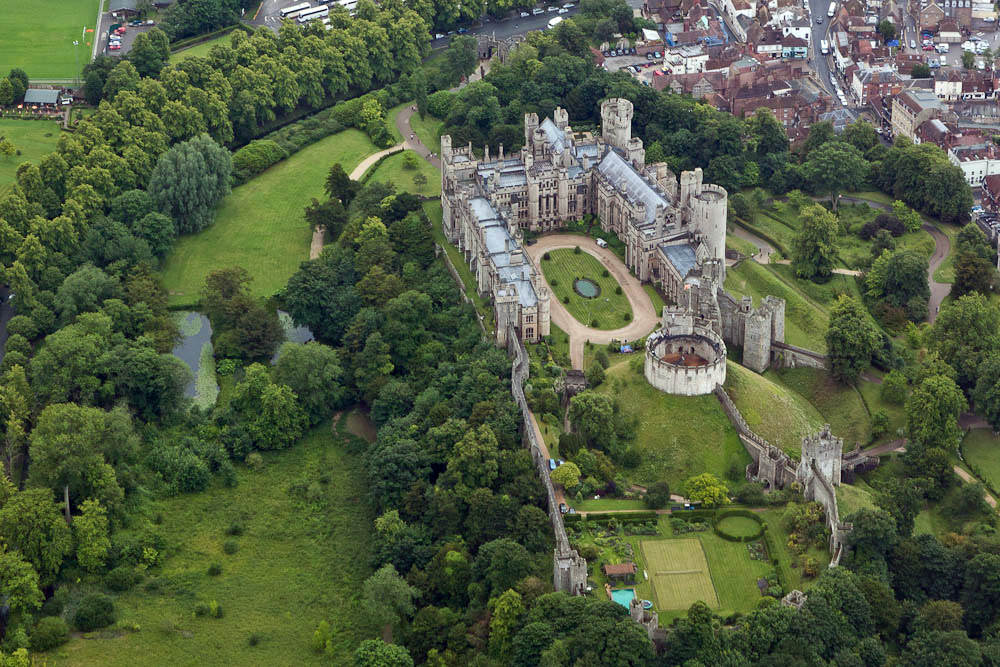
Arundel Castle

Earl of Arundel ist ein erblicher britischer Adelstitel in der Peerage of England. Der Titel ist die älteste Earlswürde der Peerage of England und der älteste noch bestehende Titel im Vereinigten Königreich.

## Geschichte
Im Dezember 1067 belehnte Wilhelm der Eroberer seinen normannischen Gefolgsmann und Verwandten Roger II. de Montgomerie, Herr von Bellême, aus dem Adelsgeschlecht Montgommery mit der Honour of Arundel, mit der Auflage, dort eine Burg zu bauen. Er ließ dort die ursprünglich hölzerne Mottenburg Arundel Castle am namensgebenden Fluss Arun errichten. 1074 wurde ihm auch der Titel Earl of Shrewsbury verliehen. Sein Sohn, der 3. Earl wurde 1102 ins Exil verbannt, seine Ländereien von der Krone eingezogen und seine Titel aberkannt, nachdem er sich 1101 gegen König Heinrich I. erhoben und sich der Invasion Herzog Roberts II. von der Normandie angeschlossen hatte. Montgomery und seine zwei Söhne werden oftmals nicht als Earls, sondern lediglich als erste Inhaber der Grafschaft gezählt.
Nach König Heinrichs Tod 1135 heiratete dessen Witwe Adelheid von Löwen 1138 den Höfling Sir William d’Aubigny aus dem normannischen Adelsgeschlecht Aubigny. Dieser erlangte durch die Ehe die Herrschaft über die Honour of Arundel mit Arundel Castle. König Stephan verlieh ihm 1139 zunächst den Titel Earl of Lincoln. Dieser ging ihm faktisch verloren als Lincoln Castle im Verlauf des Bürgerkrieges 1140 erobert und der Titel um 1141 an William de Roumare neu verliehen wurde. König Stephan verlieh ihm daraufhin zur Entschädigung 1141 den Titel Earl of Arundel. Mit dem Tod seines Urenkels, des 5. Earls, erlosch das Geschlecht Aubigny im Mannesstamm. Arundel Castle fiel über dessen Schwester Isabel d’Aubigny an deren Sohn John FitzAlan aus dem ursprünglich bretonischen Adelsgeschlecht FitzAlan, auf das sich auch das schottische und später britische Königshaus Stuart zurückführt. Diesem folgten sein Sohn, sein Enkel und sein Urenkel als Herr von Arundel Castle. Letzterer, Richard FitzAlan, wurde 1289 von König Eduard I. per Writ of Summons als Earl of Arundel ins königliche Parlament berufen und dadurch der Titel neu geschaffen. 1405 erbte der 13. Earl von seiner Mutter auch den fortan nachgeordneten Titel 3. Baron Maltravers.
König Heinrich VI. bestätigte 1433 ausdrücklich die einzigartige Tradition, dass der Titel Earl of Arundel als Besitztitel („earldom by tenure“) stets dem jeweiligen Besitzer von Arundel Castle zustehe. Dadurch wurde rückwirkend konstituiert, dass der 1141 von König Stephan verliehene Titel de iure bereits seit 1138 besteht und seither in ungebrochener Linie von den Burgherren aus den Häusern Aubigny und FitzAlan zusteht, auch wenn nicht alle den Titel auch de facto beanspruchten und führten. Die Verleihung König Eduards I. von 1289 wird in der Regel als parallele Verleihung des Titels mit der üblichen Vererbbarkeit nur an legitime männliche Nachkommen erachtet und separat gezählt.
Der letzte Earl aus der Familie FitzAlan, Henry FitzAlan, 19. und 12. Earl of Arundel, war in die Ridolfi-Verschwörung verwickelt, mit der Maria Stuart auf den englischen Thron gebracht werden sollte, was dem Earl lebenslangen Hausarrest einbrachte. Als er 1580 starb, ohne Söhne zu hinterlassen, erlosch der Earlstitel von 1289, Arundel Castle und der Earlstitel von 1138 fielen an den Sohn seiner 1557 verstorbenen Tochter Mary, Philip Howard aus dem Adelsgeschlecht Howard, als 20. Earl. Dessen Vater Thomas Howard, 4. Duke of Norfolk war 1572 wegen Hochverrats hingerichtet und seine Titel aberkannt worden. Auch Philip Howard beteiligte sich an einer Verschwörung gegen Königin Elisabeth I. und bekam seinen Earltitel 1589 aberkannt. Sein Sohn Thomas Howard erreichte 1604 unter König Jakob I. die Wiederherstellung des Titels als 21. Earl of Arundel sowie der Titel 4. Earl of Surrey und 11. Baron Maltravers. 1627 wurden ihm durch Act of Parliament auch die Baronie FitzAlan, Clun and Oswaldestre verliehen und permanent dem Earldom of Arundel verbunden. Dessen Urenkel, dem 23. Earl of Arundel, gelang es 1660, dass auch der Titel 5. Duke of Norfolk für ihn wiederhergestellt wurde. Der Earlstitel ist seither ein nachgeordneter Titel des jeweiligen Dukes of Norfolk. Der älteste Sohn des jeweiligen Dukes führt als dessen voraussichtlicher Titelerbe (Heir apparent) den Höflichkeitstitel Earl of Arundel and Surrey.

## Liste der Earls of Arundel

### Lords (Earls?) of Arundel (1067)
- Roger de Montgomerie, 1. Earl of Shrewsbury († 1094)
- Hugh of Montgomery, 2. Earl of Shrewsbury († 1098)
- Robert of Bellême, 3. Earl of Shrewsbury († nach 1130) (Titel verwirkt 1102)

### Earls of Arundel, erste Verleihung (1138/1141)
- William d’Aubigny, 1. Earl of Arundel, 1. Earl of Lincoln († 1176)
- William d’Aubigny, 2. Earl of Arundel († 1193)
- William d’Aubigny, 3. Earl of Arundel († 1221)
- William d’Aubigny, 4. Earl of Arundel († 1224)
- Hugh d’Aubigny, 5. Earl of Arundel (1215–1243)
- John FitzAlan, de iure 6. Earl of Arundel (1223–1267)
- John FitzAlan, de iure 7. Earl of Arundel (1245–1272/3)
- Richard FitzAlan, 8. und 1. Earl of Arundel (1267–1302)
- Edmund FitzAlan, 9. und 2. Earl of Arundel (1285–1326) (Titel verwirkt 1326)
- Richard FitzAlan, 10. und 3. Earl of Arundel, 8. Earl of Surrey (1313–1376) (Titel wiederhergestellt 1331)
- Richard FitzAlan, 11. und 4. Earl of Arundel, 9. Earl of Surrey (1346–1397) (Titel verwirkt 1397)
- Thomas FitzAlan, 12. und 5. Earl of Arundel, 10. Earl of Surrey (1381–1415) (Titel wiederhergestellt 1400)
- John FitzAlan, 13. und 6. Earl of Arundel (1385–1421)
- John FitzAlan, 14. und 7. Earl of Arundel (1408–1435)
- Humphrey FitzAlan, 15. und 8. Earl of Arundel (1429–1438)
- William FitzAlan, 16. und 9. Earl of Arundel (1417–1487)
- Thomas FitzAlan, 17. und 10. Earl of Arundel (1450–1524)
- William FitzAlan, 18. und 11. Earl of Arundel (1476–1544)
- Henry FitzAlan, 19. und 12. Earl of Arundel (1512–1580)
- Philip Howard, 20. Earl of Arundel (1557–1595) (Titel verwirkt 1589)
- Thomas Howard, 21. Earl of Arundel, 4. Earl of Surrey (1585–1646) (Titel wiederhergestellt 1604)
- Henry Howard, 22. Earl of Arundel, 5. Earl of Surrey (1608–1652)
- Thomas Howard, 5. Duke of Norfolk, 23. Earl of Arundel, 6. Earl of Surrey (1628–1677)
- Henry Howard, 6. Duke of Norfolk, 24. Earl of Arundel, 7. Earl of Surrey (* 1628; † 1684)
- Henry Howard, 7. Duke of Norfolk, 25. Earl of Arundel, 8. Earl of Surrey (* 1655; † 1701)
- Thomas Howard, 8. Duke of Norfolk, 26. Earl of Arundel, 9. Earl of Surrey (* 1683; † 1732)
- Edward Howard, 9. Duke of Norfolk, 27. Earl of Arundel, 10. Earl of Surrey (* 1685; † 1777)
- Charles Howard, 10. Duke of Norfolk, 28. Earl of Arundel, 11. Earl of Surrey (* 1720; † 1786)
- Charles Howard, 11. Duke of Norfolk, 29. Earl of Arundel, 12. Earl of Surrey (* 1746; † 1815)
- Bernard Fitzalan-Howard, 12. Duke of Norfolk, 30. Earl of Arundel, 13. Earl of Surrey (* 1765; † 1842)
- Henry Fitzalan-Howard, 13. Duke of Norfolk, 31. Earl of Arundel, 14. Earl of Surrey (* 1791; † 1856)
- Henry Fitzalan-Howard, 14. Duke of Norfolk, 32. Earl of Arundel, 15. Earl of Surrey (* 1815; † 1860)
- Henry Fitzalan-Howard, 15. Duke of Norfolk, 33. Earl of Arundel, 16. Earl of Surrey (* 1847; † 1917)
- Bernard Fitzalan-Howard, 16. Duke of Norfolk, 34. Earl of Arundel, 17. Earl of Surrey (* 1908; † 1975)
- Miles Fitzalan-Howard, 17. Duke of Norfolk, 35. Earl of Arundel, 18. Earl of Surrey (* 1915; † 2002)
- Edward Fitzalan-Howard, 18. Duke of Norfolk, 36. Earl of Arundel, 19. Earl of Surrey (* 1956)

Derzeitiger Heir apparent ist der Sohn des aktuellen Titelinhabers Henry Fitzalan-Howard, Earl of Arundel and Surrey (* 1987).

### Earls of Arundel, zweite Verleihung (1289)
- Richard FitzAlan, 8. und 1. Earl of Arundel (1267–1302)
- Edmund FitzAlan, 9. und 2. Earl of Arundel (1285–1326) (Titel verwirkt 1326)
- Richard FitzAlan, 10. und 3. Earl of Arundel, 8. Earl of Surrey (1313–1376) (Titel wiederhergestellt 1331)
- Richard FitzAlan, 11. und 4. Earl of Arundel, 9. Earl of Surrey (1346–1397) (Titel verwirkt 1397)
- Thomas FitzAlan, 12. und 5. Earl of Arundel, 10. Earl of Surrey (1381–1415) (Titel wiederhergestellt 1400)
- John FitzAlan, 13. und 6. Earl of Arundel (1385–1421)
- John FitzAlan, 14. und 7. Earl of Arundel (1408–1435)
- Humphrey FitzAlan, 15. und 8. Earl of Arundel (1429–1438)
- William FitzAlan, 16. und 9. Earl of Arundel (1417–1487)
- Thomas FitzAlan, 17. und 10. Earl of Arundel (1450–1524)
- William FitzAlan, 18. und 11. Earl of Arundel (1476–1544)
- Henry FitzAlan, 19. und 12. Earl of Arundel (1512–1580) (Titel erloschen)